# Delia Owens
Delia Owens (ur. w 1949) – amerykańska pisarka, zoolog i ekolog.

## Biogram
Delia Owens urodziła się w Georgii Południowej w pobliżu Thomasville. Większość swojego życia spędziła na odludziu. Od dzieciństwa uważała przyrodę za swoją przyjaciółkę. Te bliskie relacje i związki z naturą wpłynęły na jej studia i twórczość. W szóstej klasie gimnazjum zdobyła pierwsze miejsce w konkursie literackim i była pewna, że w przyszłości zostanie pisarką. Spędzanie  z rodziną część każdego lata w górach Karoliny Północnej spowodowało jej szczególnie przywiązana do dzikich i pięknych miejsc tego stanu. Zanim zaczęła pisać rozpoczęła studia i zdecydowała się na karierę naukową. Uzyskała tytuł licencjata w dziedzinie zoologii na Uniwersytecie Georgii oraz doktorat nt. zachowań zwierząt na Uniwersytecie Kalifornijskim w Davis. Laureatka  nagrody John Burroughs Award for Nature Writing; publikuje w pismach „Nature”, „African Journal of Ecology”, „International Wildlife”.

## Twórczość
Powieści
- Gdzie śpiewają raki /Where the Crawdads Sing (2018)

Pamiętniki
- Cry of the Kalahari (1984)
- The Eye of the Elephant (1992)[2]
- Secrets of the Savanna (2006)[3]